# Bostra scabrinota
Bostra scabrinota är en insektsart som beskrevs av Ludwig Redtenbacher 1908. Bostra scabrinota ingår i släktet Bostra och familjen Diapheromeridae. Inga underarter finns listade.